# Montreal Roadrunners
Die Montreal Roadrunners (französisch Roadrunners de Montréal) waren ein kanadisches Inlinehockeyfranchise aus Montreal in der Provinz Québec. Es existierte von 1994 bis 1997 und nahm an vier Spielzeiten der professionellen Inlinehockeyliga Roller Hockey International teil. Die Heimspiele des Teams wurden im Forum de Montréal (1994 und 1995) und Centre Molson (1996 und 1997) ausgetragen.

## Geschichte
Die Montreal Roadrunners wurden 1994 im Zuge der Expansion der Roller Hockey International gegründet. In seiner Premierensaison qualifizierte sich das Team für die Playoffs, in denen es im Conference-Halbfinale den Buffalo Stampede unterlag. In der folgenden Spielzeit unter Cheftrainer Yvan Cournoyer, dessen Spitzname Roadrunner gleichzeitig der Teamname war, wurde der größte Erfolg der Franchise-Geschichte erreicht: Nach Siegen gegen die Chicago Cheetahs, Philadelphia Bulldogs und St. Louis Vipers standen die Roadrunners im Murphy-Cup-Finale. Dort verloren sie jedoch gegen die San Jose Rhinos.
Im Spieljahr 1996 wurde die Teilnahme an der Endrunde knapp verpasst. In seiner letzten Saison erreichte das Team das Conference-Halbfinale und schied in den Playoffs gegen die New Jersey Rockin’ Rollers aus. Während ihres vierjährigen Bestehens konnte das Management zahlreiche, teils ehemalige, franko-kanadische Eishockeyprofis verpflichten.
Die Roadrunners verzeichneten in ihrer ersten Saison einen hohen Zuschauerzuspruch. Im Durchschnitt besuchten im ersten Spieljahr 7299 Personen die Spiele, in den Folgejahren musste jedoch ein Rückgang der Zuschauerzahlen hingenommen werden. Im Schnitt wollten sich zwischen 4438 (1997) und 5980 (1996) Besucher die Spiele anschauen.
Die Teamfarben waren Rot, Grau, Schwarz und Weiß.

## Saisonstatistik
Abkürzungen: Sp = Spiele, S = Siege, N = Niederlagen, U = Unentschieden, OTN = Niederlagen nach Overtime oder Shootout, Pkt = Punkte, T = Erzielte Tore, GT = Gegentore
| Saison | Sp | S  | N  | U | OTN | Pkt | T   | GT  | Platz        | Playoffs |
| 1994   | 22 | 13 | 9  | 0 | –   | 26  | 161 | 148 | 2., Atlantic | Sieg im Conference-Viertelfinale, 2:0 (Philadelphia) Niederlage im Conference-Halbfinale, 0:2 (Buffalo)                                                                                      |
| 1995   | 24 | 15 | 6  | 3 | –   | 33  | 175 | 133 | 1., Atlantic | Sieg im Conference-Viertelfinale, 2:0 (Chicago) Sieg im Conference-Halbfinale, 2:1 (Philadelphia) Sieg im Conference-Finale, 2:1 (St. Louis) Niederlage im Murphy-Cup-Finale, 1:2 (San Jose) |
| 1996   | 28 | 14 | 11 | – | 3   | 31  | 177 | 174 | 3., Central  | nicht qualifiziert |
| 1997   | 24 | 9  | 10 | – | 5   | 23  | 161 | 164 | 3., Eastern  | Niederlage im Conference-Halbfinale, 0:2 (New Jersey) |

## Bekannte Spieler
- Sylvain Beauchamp
- Marc Beaucage
- Francis Bouillon
- Stéphane Charbonneau
- Éric Dandenault
- Gilbert Delorme
- François Gravel
- Daniel Doré
- Mario Doyon
- Daniel Gauthier
- Éric Landry
- Patrice Lefebvre
- Éric Messier
- Corrado Micalef
- Serge Roberge
- Guy Rouleau